# Małe Trójmiasto Kaszubskie

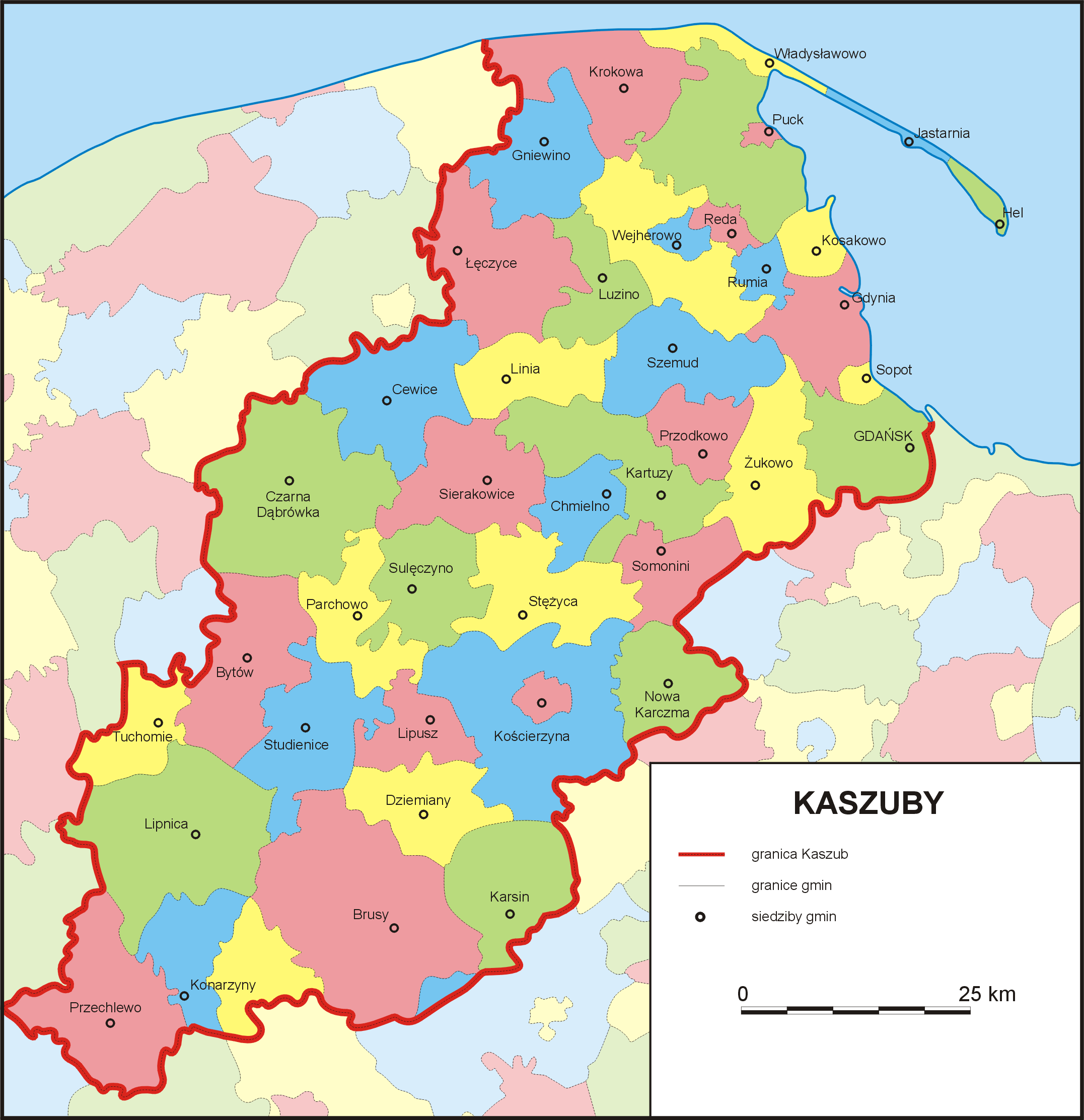
Wejherowo, Reda i Rumia na mapie Kaszub (na płn. zach. od Gdańska)

Małe Trójmiasto Kaszubskie (kasz. Môłi Kaszëbsczi Trójgard) – nazwa zespołu trzech miejscowości w powiecie wejherowskim, na północny zachód od Trójmiasta. W jego skład wchodzą miasta: Wejherowo, Reda i Rumia. Zespół miejski związany jest istnieniem Stowarzyszenia Gmin Małe Trójmiasto Kaszubskie, zawiązanego poprzez władze tychże miast w 2001 roku.
Związkowi przewodniczy siedziba powiatu – miasto Wejherowo.

## Ludność
Liczba mieszkańców 31 grudnia 2021:
| Herb | Miasto    | Powierzchnia (km²) | Populacja (2020) |
|      | Rumia     | 30,09              | 49 672           |
|      | Wejherowo | 25,65              | 48 735           |
|      | Reda      | 34,96              | 26 838           |
|      | Razem     | 90,70              | 125 245          |